# Triturus
Genre
Synonymes
- Triton Laurenti, 1768
- Molge Merrem, 1820
- Oiacurus Leuckart, 1821
- Tritonella Swainson, 1839
- Hemisalamandra Dugès, 1852
- Petraponia Massalongo, 1853
- Pyronicia Gray, 1858
- Alethotriton Fatio, 1872
- Turanomolge Nikolskii, 1918
- Neotriton Bolkay, 1927

Triturus est un genre d'urodèles de la famille des Salamandridae.

## Liste des espèces
Selon Amphibian Species of the World (7 mars 2014) :
- Triturus anatolicus[3](Wielstra B., 2016)
- Triturus carnifex (Laurenti, 1768)
- Triturus cristatus (Laurenti, 1768) — triton crêté
- Triturus dobrogicus (Kiritzescu, 1903)
- Triturus ivanbureschi Arntzen & Wielstra, 2013
- Triturus karelinii (Strauch, 1870)
- Triturus macedonicus (Karaman, 1922)
- Triturus marmoratus (Latreille, 1800) — triton marbré
- Triturus pygmaeus (Wolterstorff, 1905)

## Description

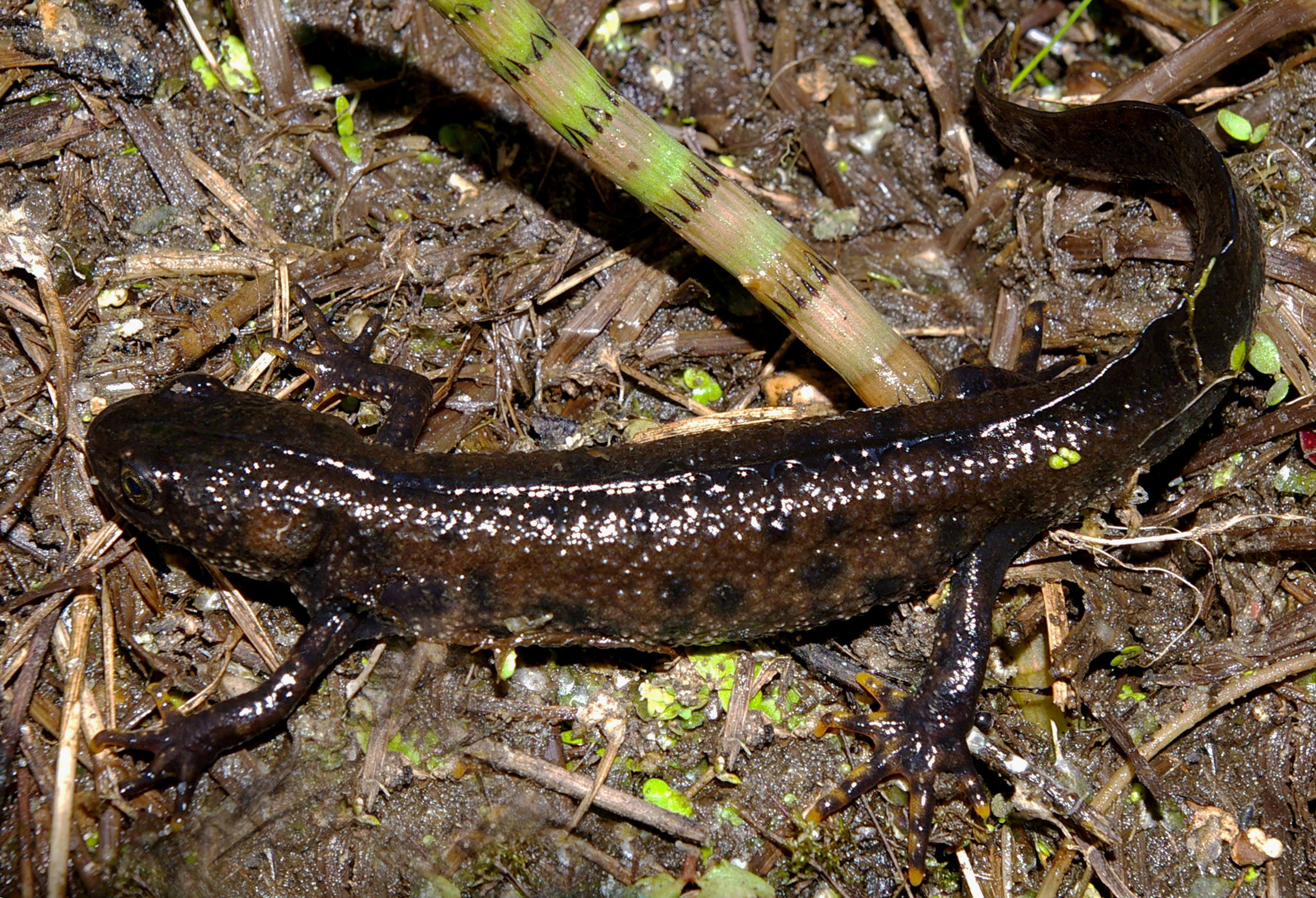
Triturus cristatus

Les espèces de Triturus sont des grands tritons à la peau plus ou moins granuleuse. Ils mesurent de 12 à 18 cm de long selon les espèces. Comme les autres tritons ils sont munis d'une queue aplatie latéralement, à la différence de leurs cousines salamandres. Ces espèces présentent un dimorphisme sexuel assez marqué, le mâle et la femelle étant différents morphologiquement. Lors de la période de reproduction le mâle est différent de son apparence du reste de l'année et arbore une crête dorsale, dentée chez les tritons crêtés mais non denté chez les tritons marbrés. La femelle est plus grande que le mâle.
Les membres du genre Triturus passent une partie de l'année sur la terre ferme, mais sont aquatiques durant une partie de l'année autour de la période de reproduction. Ces tritons effectuent une parade nuptiale : le mâle nuptial se place devant la femelle et agite la queue le long de son corps, en direction de la femelle. Par ces mouvements, il diffuse vers la femelle des phéromones sécrétées par des glandes dorsales et cloacales, dans le but de séduire la femelle. Au contraire de nombreuses espèces d'amphibiens Anoures (grenouilles, crapauds et rainettes), les tritons, comme les autres membres de l'ordre des Urodèles, ne chantent pas lors de la période de reproduction.
À la fin de la parade nuptiale, le mâle dépose sur le fond un spermatophore, petite capsule blanche de forme allongée, comprenant les spermatozoïdes, que la femelle va recueillir par son cloaque. La fécondation sera alors interne. La femelle, après la maturation des œufs, les déposera un par un en général sur la face inférieure des feuilles de plantes aquatiques, qu'elle replie sur l'œuf avec ses pattes arrière. Quelques centaines d'œufs seront ainsi déposés. En quelques semaines les œufs éclosent et les larves (on ne parle pas de "têtards", ce terme étant réservés aux anoures) commencent leur développement. Strictement aquatiques au départ, les larves sont munies dans un premier temps de branchies externes souvent bien visibles. Elles acquerront au cours de leur développement des poumons, permettant aux adultes de vivre sur la terre ferme. Plusieurs mois sont nécessaires aux larves afin d'accomplir la métamorphose.

## Systématique

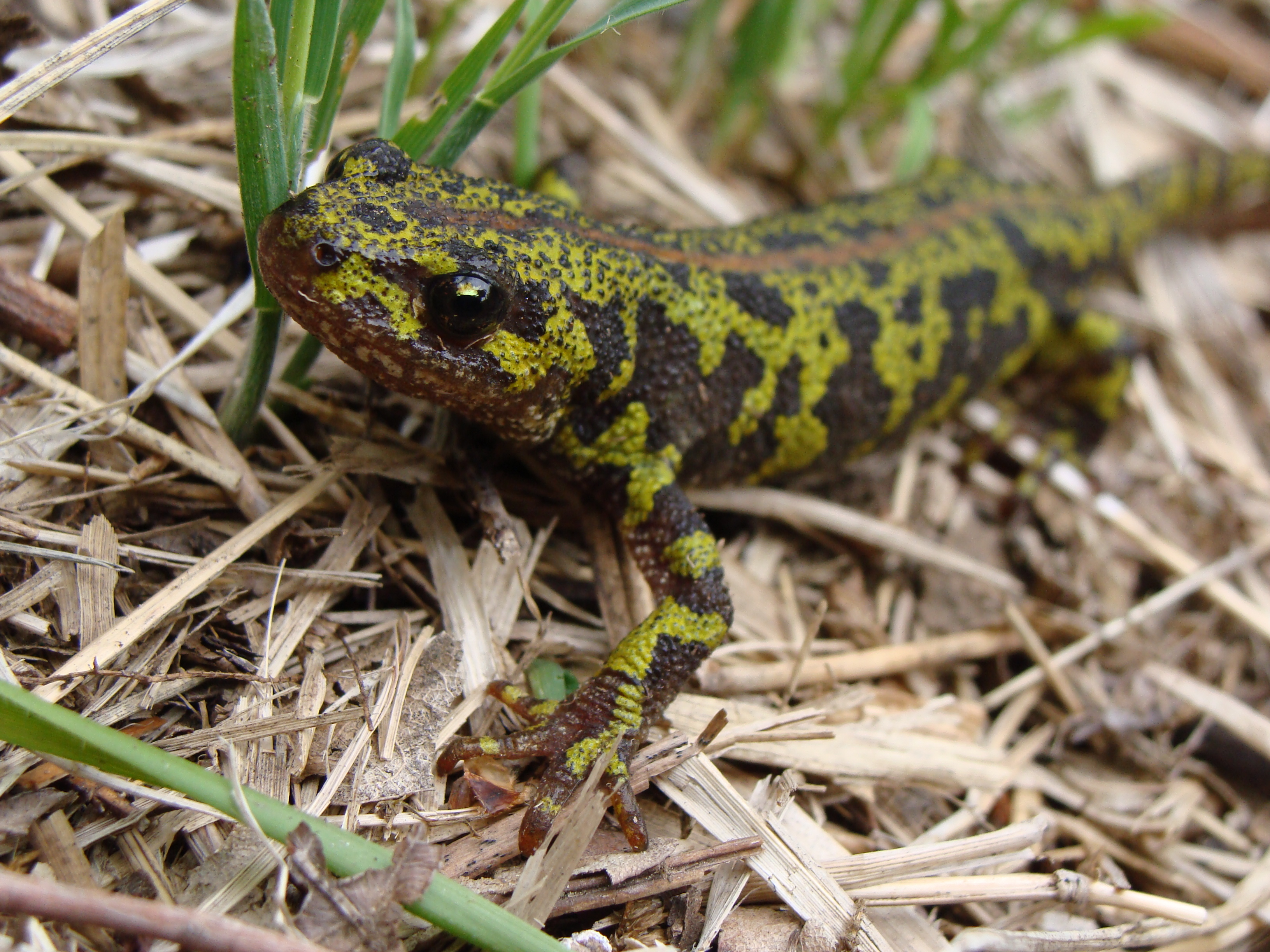
Triturus marmoratus

Le genre Triturus est un ancien genre qui a connu de nombreuses évolutions. Il était jusqu'à récemment plus étendu qu'il ne l'est aujourd'hui, mais les études de classification phylogénétique des années 2000 ont montré que ce genre était polyphylétique,, ce qui a conduit à redistribuer de nombreuses espèces dans de nouveaux genres. Auparavant, plusieurs tentatives avaient déjà été faites par les herpétologues afin de classer plus précisément les espèces du genre à partir de la morphologie.
Steinfartz et. al proposent la classification actuelle, en partie fondée sur des études précédentes,, où le genre Triturus est scindé en quatre genres dont trois nouveaux :
- Lissotriton (Bell, 1839) pour les espèces de petite taille à peau relativement lisse, anciennement Triturus boscai, Triturus helveticus, Triturus italicus, Triturus montandoni et Triturus vulgaris,
- Ommatotriton pour les espèces Triturus ophryticus et Triturus vittatus [7],
- Ichthyosaura, genre contenant seulement le triton alpestre Triturus alpestris,
- les espèces restantes demeurent dans le genre Triturus.

De nouvelles espèces sont ensuite distinguées et des sous-espèces sont élevées au rang d'espèce.
La nouvelle version restreinte du genre Triturus ne contient donc plus que le complexe des « tritons crêtés » (avec actuellement Triturus cristatus, Triturus carnifex, Triturus dobrogicus, Triturus macedonicus, Triturus ivanbureschi, Triturus karelinii et Triturus anatolicus) et celui des « triton marbrés » (Triturus marmoratus et Triturus pygmaeus).
Certains taxons du genre ont longtemps posé des problèmes aux taxonomistes, par exemple Triturus karelinii qui a été classé de dix huit façons différentes.

## Répartition
Les neuf espèces de ce genre se rencontrent surtout en Europe, et dans quelques régions du Moyen-Orient autour de la mer Noire et de la mer Caspienne, et jusqu'en qu'en Sibérie occidentale.

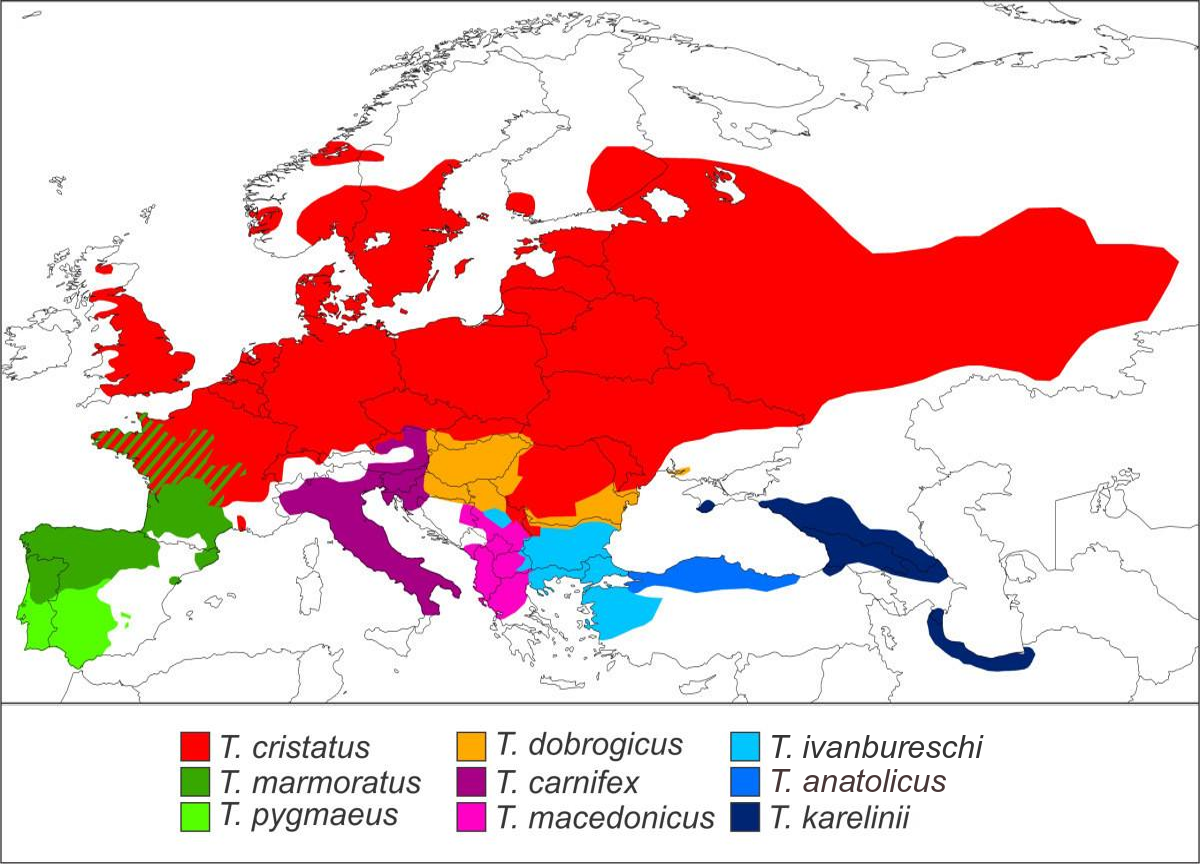
Répartition des différentes espèces du genre Triturus.

## Étymologie
Le nom de ce genre vient de Triton, dieu grec fils de Poséidon, et du grec οὐρά Oura signifiant queue.

## Publication originale
- Rafinesque, 1815 : Analyse de la nature ou tableau de l'univers et des corps organisés. Palermo, p. 1-224 (texte intégral).